# Windwaker (Band)
Windwaker ist eine 2014 gegründete australische Alternative-Rock-/Alternative-Metal/Metalcore-Band aus Wagga Wagga, New South Wales, Australien. Die Band steht bei Fearless Records unter Vertrag und hat zwei Studioalben veröffentlicht.

## Geschichte

### Frühe Jahre undFade(2014–2018)
Die Band wurde Ende 2014 in Wagga Wagga, New South Wales, gegründet. Die Gründungsbesetzung bestand aus Sänger Will King, Bassist Indey Salvestro, Schlagzeuger Chris Lalic und den Gitarristen Mark Mcghie und Will Eggleton.
Im April 2015 zog Windwaker von Wagga Wagga, New South Wales, nach Melbourne, Victoria und begann, aufzutreten und neues Material aufzunehmen. Ihre Debütsingle The Charade mit Zach Britt von Dream On, Dreamer wurde am 15. September veröffentlicht.
Windwakers nächste Single Castaway wurde am 2. November 2016 veröffentlicht und erschien später auch auf ihrer Debüt-EP.
Die Band begann mit Liam Guinane aufzutreten, der nach dem Ausstieg von Mcghie inoffiziell sowohl als Live- als auch als Studiogitarrist auftrat, während Gitarrist Chris Moohan nach dem Ausstieg von Eggleton begann, mit der Gruppe zu spielen. Windwakers Debüt-EP Fade wurde am 31. Mai 2017 veröffentlicht. Die EP wurde von Sonny Truelove in den STL Studios in Sydney, Australien, produziert, gemischt und gemastert.
Am 15. Januar 2018 stellte Windwaker den Gitarristen Jesse Crofts als offizielles Mitglied vor. Zwei Tage später wurde Guinane offiziell als fünftes Bandmitglied vorgestellt. Am 2. April veröffentlichte die Band die Single New Infinite, den ersten Track mit Guinane und Crofts. Die Band hatte im September ihren ersten Festivalauftritt beim Bigsound Festival in Brisbane, Queensland.

### Empireund Ausstieg von Guinane (2019–2020)
Anfang 2019 tauchte der Hashtag #TheSitch häufig in australischen Social-Media-Foren auf. Am 1. Februar 2019 veröffentlichte Windwaker die Single The Sitch mit einem dazugehörigen Musikvideo und kündigte Vorbestellungen für ihre zweite EP Empire an. Die Band veröffentlichte die zweite Single der EP, My Empire, am 5. März mit einem dazugehörigen Musikvideo. Die selbst produzierte EP wurde von Schlagzeuger Chris Lalic gemischt, gemastert und bearbeitet, während Gitarrist Liam Guinane und Declan White für zusätzliche Bearbeitung sorgten.
Der ehemalige Sänger Will King kommentierte die Veröffentlichung wie folgt: „Nachdem wir unsere letzte Platte herausgebracht hatten, eine Platte, die tief in postpubertären Gefühlen von Schmerz und Einsamkeit verwurzelt war, kann man als Band mit Sicherheit sagen, dass wir alle diesen starken Wunsch hatten, uns von diesen einzigen Eigenschaften zu befreien. Ich glaube, wir hatten immer Angst davor, uns in einer Schublade einzusperren, in eindimensionalen Erwartungen gefangen zu halten, und wir sind sehr darauf bedacht, diesen Einfluss nicht unsere Kreativität behindern zu lassen. Wir sind absolut keine Band, die den ganzen Tag herumsitzt und immer wieder dieselben Songs schreibt.“
Am 10. März spielten Windwaker ihr erstes großes Festival beim Download Festival Melbourne, nachdem sie den nationalen Triple-J-Unearthed-Wettbewerb gewonnen hatten. Ihre zweite EP, Empire, wurde am 22. März veröffentlicht, eine limitierte physische Veröffentlichung folgte im Juni. Alle Shows der Empire-Tour waren ausverkauft. Die Band unterzeichnete daraufhin einen Vertrag mit New World Artists für Buchungen.
Im Juli begleitete Windwaker Beartooth auf ihrer Disease Tour als Vorgruppe, zusammen mit Thornhill. Windwaker gab bekannt, dass Guinane aufgrund persönlicher Verpflichtungen nicht an der Tour teilnehmen konnte, sodass der ehemalige Sänger/Gitarrist von Weighbridge, Sean Ross, einsprang. Sie gaben auch bekannt, dass sie auf der Tour den Hit Freak von Silverchair covern wollen. Am 9. September gab Guinane bekannt, dass er Windwaker verlassen würde, um sich auf seine andere Band Reside zu konzentrieren. Er spielte bei Windwakers Auftritten bei Good Things im Dezember und beim Unify Festival im Januar 2020, bevor er ging.

### Love Languageund Kings Weggang (seit 2020)
Am 30. Dezember 2020 gab Windwaker ihre Pläne bekannt, ihr Debüt-Studioalbum Love Language zu veröffentlichen. Am 17. Dezember 2021 gab die Band ihr Debüt bei Fearless Records mit der Single Toxic, einem Cover der Single von Britney Spears, und kündigte die The Beautiful Tour mit Terminen Anfang März an.
Am 11. Februar 2022 veröffentlichte Windwaker die Single Beautiful mit einem dazugehörigen Musikvideo und kündigte den Veröffentlichungstermin für Love Language am 6. Mai an. Am 4. März veröffentlichten sie die zweite Single aus ihrem Debütalbum, Lucy und das dazugehörige Musikvideo. Der Track war lose von psychedelischen Erfahrungen inspiriert. Am 25. März wurde ihre dritte Single Glow zusammen mit einem Musikvideo veröffentlicht. Die vierte und letzte Single des Albums, Superstitious Fantasy, wurde am 15. April mit ihrem Musikvideo veröffentlicht. Das vollständige Album wurde dann am 6. Mai 2022 veröffentlicht.
Am 15. September gab die Band in den sozialen Medien bekannt, dass Will King die Band verlassen habe, um sich auf sein Psychologiestudium zu konzentrieren, und dass der ehemalige Gitarrist und Backgroundsänger Liam Guinane zurückgekehrt sei, um den Leadgesang zu übernehmen. Nachdem er 2022 als Session-Mitglied aufgetreten war, wurde Connor Robins offiziell als Keyboarder in die Band aufgenommen und war später auf der Nachfolgesingle Left in the Dark der Band zu hören, die am 11. November mit einem dazugehörigen Musikvideo veröffentlicht wurde.
Am 12. Juli 2024 veröffentlichte die Band ihr zweites Studioalbum Hyperviolence.

## Diskografie
Studioalben
- Love Language (2022)
- Hyperviolence (2024)

EPs
- Fade (2017)
- Empire (2019)
- Enter the Wall (2024)

Singles
- The Charade (featuring Zach Britt, 2015)
- Fade Sessions (2017)
- New Infinite (2018)
- The Sitch (2019)
- My Empire (2019)
- Toxic (Britney-Spears-Cover, 2021)
- Beautiful (2022)
- Lucy (2022)
- Glow (2022)
- Left in the Dark (2022)
- Sirens (2023)
- Fractured State of Mind (2024)